# Estadio Olímpico Atahualpa
 (mars 2025).
Si vous disposez d'ouvrages ou d'articles de référence ou si vous connaissez des sites web de qualité traitant du thème abordé ici, merci de compléter l'article en donnant les références utiles à sa vérifiabilité et en les liant à la section « Notes et références ».
L'Estadio Olimpico Atahualpa est un stade à usage multiple situé à Quito, en Équateur.
Il est utilisé principalement pour des matchs de football.
Le stade a une capacité de 40 948 places.

## Histoire
Construit en 1951, il se situe à l'intersection de l'avenue 6 de Diciembre et de l'avenue Naciones Unidas, deux artères de la capitale équatorienne. Le Deportivo Quito, El Nacional, le Club Deportivo América et l'Universidad Católica sont des clubs résidents de ce stade, qui porte le nom du dernier empereur inca Atahualpa.
Dans l'enceinte de l'Estadio Olimpico Atahualpa, l'Équipe d'Équateur de football a battu le Brésil, le Paraguay et l'Argentine deux fois ce qui leur a permis de participer à la Coupe du monde de football de 2002 and 2006.
Durant la phase qualificative de la coupe du monde de football 2006,  l'Équipe d'Équateur de football est restée invaincue dans ce stade.
Le stade accueille la finale de la Copa Libertadores féminine 2019.